# Vita Merlini
Vita Merlini, Vita di Merlino o  La follia del mago Merlino è un poema epico dello storiografo britannico Goffredo di Monmouth. 
Composto in latino attorno al 1148-1150, il poema narra episodi della vita di Merlino, ed è basata su racconti tradizionali riguardo alla sua figura di mago.
È diviso in venti capitoli, per un totale di 1529 esametri.
L'opera costituisce il seguito della Prophetia Merlini e della Historia Regum Britanniae.
Rispetto ai lavori precedenti la saga presenta molte novità, prima fra tutte quella di un mago meno prodigioso e più umano: è sposato ed ha una sorella (Ganieda), ed è diventato re di una regione del Galles.
A fianco di Peredur (l'eroe che ricomparirà nella letteratura cortese, con il nome di Perceval o Parsifal) è reduce da una guerra disastrosa, che lo affligge al punto di "impazzire", abbandonare tutti e rifugiarsi in solitudine nella foresta.
Il motivo di questa rappresentazione meno solenne rispetto ai libri precedenti sta nel fatto che negli anni in cui venne scritto il libro, il Regno d'Inghilterra attraversava lotte devastanti per una grave crisi dinastica che opponeva i seguaci di Matilda, erede al trono, alla nobiltà schierata con Stefano di Blois.
Tempi di guerra civile non molto diversi dai conflitti che avevano attraversato la Britannia di re Artù nel VI secolo.
Il Poema è la prima fonte scritta dove appare la Fata Morgana ("Morgen") come la più vecchia di nove sorelle che governano su Avalon.

## Traduzioni italiane
- Geoffrey di Monmouth, La follia del mago Merlino, traduzione dal latino, introduzione e note di Alberto Magnani, Collana Il divano n. 58, Palermo, Sellerio, 1993,  pp.130, ISBN 88-389-0927-X.